# 스칼렛 스카라브
스칼렛 스카라브(Scarlet Scarab)는 마블 코믹스에서 출간한 만화책에 단역으로 등장하는 두 명의 슈퍼히어로 공상 캐릭터이다.
드라마 문나이트에 등장하는 인물 라일라 엘 파울리(Layla El-Faouly)의 설정 일부는 마블 코믹스의 스칼렛 스카라브에서 가져왔다.

## 출판 이력과 캐릭터 생애
스칼렛 스카라브는 로이 토마스, 아치 구드윈, 프랑크 로빈스가 저술한 The Invaders #23(1977년 2월)에 처음 등장하였다. 고고학자 압둘 파울(Abdul Faoul)은 유물인 루비 스카라브(풍뎅이)를 발굴한 후 그 힘을 이용하여 2차대전 중 외세로부터 이집트를 지키는 수호자로 활약한다.
두 번째 스칼렛 스카라브는 더그 먼치와 알란 쿠퍼버그가 저술한 Thor #326(1982년 12월)에 등장하였다. 압둘 파울의 아들인 메메트 파울(Mehemet Faoul)은 아버지로부터 루비 스카라브를 물려받은 후 스칼렛 스카라브가 되어 불법으로 국외 반출된 이집트의 유물을 되찾는 활동을 한다.

## 다른 매체
드라마 문나이트에 나오는 인물인 마크 스펙터의 고고학자 아내 라일라 엘 파울리는 원작 만화에서는 마를렌 알라우너라는 백인이었으나 제작 초기에 모하메드 디아브 감독의 제안에 따라 이집트인으로 바뀌었다. 엘 파울리의 고고학자 아버지가 스펙터의 동료에게 살해되는 설정은 알라우너의 배경 이야기와 같으나 아버지의 이름 압달라 엘 파울리는 첫번째 스칼렛 스카라브의 이름 압둘 파울과 비슷하다. 라일라 엘 파울리는 유물 루비 스카라브에서 힘을 얻는 것은 아니며 타웨레트 여신의 임시 대리인이 되어 슈퍼 히어로의 힘을 얻는다. 제작사 마블은 드라마 마지막 회가 방영된 후 스칼렛 스카라브라는 명칭이 엘 파울리 설정에 포함되었음을 확인하였다.